# Sm3
Эта статья про финский высокоскоростной поезд. Про зенитную управляемую ракету, см. SM-3.
Sm3 из семейства «Pendolino» (именно под этим названием электропоезд и известен в ряде стран) — финский высокоскоростной электропоезд с наклоняемым кузовом. Выпускался итальянским заводом Fiat Ferroviaria, эксплуатируется финской железнодорожной компанией VR-Group.
Основой для финского электропоезда послужил итальянский электропоезд ETR 460, который выгодно отличался от электропоездов TGV и Intercity-Express наклоняемым кузовом, что было весьма актуально при большом количестве кривых на финских железнодорожных магистралях. Основные доработки в конструкцию электропоезда были связаны с суровым холодным климатом Финляндии. В 1992 году в страну прибыл прототип электропоезда, а в 1995 году на испытания поступил первый электропоезд серии Sm3 № 7101. В том же году он был введён в эксплуатацию. Впоследствии было выпущено ещё 17 электропоездов.